# California Racing Association
California Racing Assotiation kaliforniai klub rendezte az első nem-wing(szárnyas) sprint hagyományos szervezet több mint 40 évig ameddig 1994-ben vége nem lett. A szervezet bajnokságain több Indy 500 győztes is részt vett illetve győztek.A hazai pályája volt a bajnokságnak az Ascot Park amely 1990-ben zárta a kapuit.

## Bajnokok

### 1940-es évek
- 1946: Jack McGrath,

1947, 1948: Troy Ruttman
- 1949: George Seeger

### 1950-es évek
- 1950, 1951: Bob Denny
- 1952: Harry Stockman
- 1953, 1955, 1957: Nick Valenta
- 1954: Jack Gardner
- 1956: Art Bisch
- 1958: Roy Prosser
- 1959: Chuck Hulse

### 1960-as évek
- 1960: Don Davis
- 1961: Jack Brunner
- 1962: Colby Scroggins
- 1963, 1968: Bob Hogle
- 1964, 1965: Hal Minyard
- 1966: Don Thomas
- 1967, 1970: Bill Wilkerson
- 1969: Jimmy Oskie

### 1970-es évek
- 1971: Dick Zimmerman
- 1972: Stan McElrath
- 1973: Don Hamilton
- 1974, 1976, 1977, 1979: Jimmy Oskie
- 1975: Bobby Olivero
- 1978: Rick Goudy

### 1980-as évek
- 1980, 1981, 1982: Dean Thompson
- 1983, 1984: Bubby Jones
- 1985: Eddie Wirth
- 1986, 1987: Brad Noffsinger
- 1988, 1989: Ron Shuman

### 1990-es évek
- 1990, 1991: Ron Shuman
- 1992: Lealand McSpadden
- 1993: Mike Kirby
- 1994: Bobby Michnowicz

## Történelem
A CRA egy garázs tulajdonos Babe Ouse fejéből pattant ki, aki a kaliforniai roadster egyesületet csinálta ez idő tájt.Los Angelesben élő sportember tulajdonában volt a Marmon nevű tó területe.Bill Dehler-el és Emmett Malloyjal a 174. utca végén csináltak egy pályát ami később a legendás Ascot Parkká változott.
1946. május 1-jén rendezték az első versenyt, mintegy 50 autóval, ezt a futamot a neves Wally Pankratz nyerte. A nagy lökést J.C. Agajanian az adta, hogy a pályája a Caroll Speedway is csatlakozott a CRA-hoz. Az első elnöke Johnny Walker volt majd Ouse, később Tom Sloan. A harmadik versenyen már 95-en neveztek végül 21 versenyző indult. 1949-ben már 300-an indultak a heti nyolc vagy kilenc futamon. 1949-ben Walt James vette át az elnöki tisztet, de miután megölték sokáig üres maradt a vezetői szék.
1953-ban vezették be a sprint car gépeket, majd 1957-től a szövetség felvette a mai nevét. Ekkor került a versenyek közé a Los Angeles Speedway.